# Jean de Goesnes
 (juillet 2017).
Jean de Beaufort, seigneur de Goesnes, Filée, Jallet et Tihange, chambellan héréditaire du comté de Namur, fut un aristocrate médiéval issu de la famille de Beaufort et ayant joué un rôle dans la guerre dite de la vache.

## Biographie
La généalogie de la famille de Beaufort n'est pas clairement établie au XIIIe siècle mais il semblerait qu'il soit le fils d'un Lambert ou d'un Arnould de Huy, seigneur de Beaufort (ou plutôt de Ben avant le XIIIe siècle, le nom de Beaufort n'existant pas auparavant). Jean de Beaufort, sire de Goesnes est surtout connu pour avoir été l'un des principaux déclencheurs de la guerre de la vache. En effet, le bailli du Condroz, Jean de Halloy, ayant pendu l'un de ses manants sans le consulter, les différents membres de la famille de Beaufort (les différents sires de Beaufort, Fallais, Spontin, Celles, etc.) se liguèrent contre lui pour venger cet affront et détruisirent son château en 1275, ce qui allait être à l'origine d'une escalade qui devait bientôt impliquer les comtes de Namur et de Luxembourg ainsi que le prince de Liège et le duc de Brabant.
Jean de Goesnes fut en outre maréchal d'armes de la principauté de Liège puis chambellan héréditaire du comté de Namur à son changement d'allégeance vers 1271. Il semblerait que le seigneur de Goesnes, déjà âgé, n'ai pas connu la guerre qu'il avait provoquée et s'éteint en 1273, peut être le 8 février, après s'être confessé.